# Leila Lahssaini
Leila Lahssaini, née le 25 mars 1987 à Uccle, est une femme politique belge, membre du Parti du travail de Belgique (PTB).

## Biographie
Leila Lahssaini nait le 25 mars 1987 à Uccle.
Lors des élections régionales de 2019, elle est élue députée au Parlement de la région de Bruxelles-Capitale.